# Apple Plans
Apple Plans (ou simplement Plans) est une application de cartographie en ligne développée par Apple. Il s'agit de l'application de cartographie par défaut sur iOS, iPadOS, macOS et watchOS. Elle permet de donner les directions et l'heure d'arrivée estimée que l'on soit en voiture, à pied, en bicyclette (seulement dans certains lieux) ou en transport en commun (seulement dans certaines villes). Une fonctionnalité appelée « tour Flyover » permet d'explorer certaines zones urbaines et autres points d'intérêt modélisés en 3D. 
Apple sort son service sur iOS le 19 septembre 2012 pour remplacer l'application Google Maps qui était l'application de cartographie par défaut. À son lancement, l'application reçoit beaucoup de critiques des utilisateurs et de la presse déplorant des directions incorrectes, ainsi que d'autres bogues et erreurs,.

## Historique
L'application Plans a été présentée sur iOS depuis la sortie de la première génération de l'iPhone le 29 juin 2007, mais a été alimentée par Google Maps jusqu'au 19 septembre 2012. Le 11 juin 2012, une nouvelle version a été annoncée par Scott Forstall lors de la WWDC 2012. Cette nouvelle version utilise le système de cartographie d'Apple avec les données fournies par un certain nombre de fournisseurs au lieu de Google Maps, principalement par le fabricant néerlandais de systèmes de navigation TomTom.
Le 10 juin 2013, à la conférence des développeurs d'Apple WWDC 2013, Craig Federighi a annoncé que les cartes seraient également fournies avec OS X Mavericks à la fin de l'année 2013.
Le 24 juillet 2024, Apple lance en bêta une version web d'Apple Plans pour la première fois disponible hors de l’écosystème Apple. Elle est disponible sur les Mac et iPad utilisant les navigateurs Safari, Edge ou Chrome et sur PC utilisant les navigateurs Edge ou Chrome à cette adresse en anglais uniquement pour le moment,.
Le 7 janvier 2025, Donald Trump annonce son intention de changer le nom du golfe du Mexique en « golfe de l'Amérique ». Le 24 janvier, le ministère de l'Intérieur de l'administration Trump annonce avoir officiellement changé le nom du golfe du Mexique en golfe d'Amérique. Le 10 février, le changement de nom devient effectif sur Google Maps aux États-Unis,, et Apple Plans suit le mouvement le 12 février,, mais, contrairement à Google qui affiche les deux noms « Golfe du Mexique (Golfe d'Amérique) » hors des États-Unis,, Apple laisse « Golfe du Mexique » ailleurs dans le monde,,.

## Critiques
Lancé au départ pour ne plus dépendre de Google Maps sur les iPhone, le produit a été considéré comme « bâclé » lors de sa sortie et présentait un nombre de défauts élevé.

## Fonctionnalités

### Flyover
Les villes disponibles avec Flyover sont les suivantes :
| Pays                      | Villes |
| ------------------------- | --- |
| Afrique du Sud            | Le Cap, Durban, Johannesburg, Pretoria |
| Allemagne                 | Ausbourg, Berlin, Bielefeld, Brême, Brunswick, Cologne, Dresde, Düsseldorf, Hambourg, Hanovre,Karlsruhe, Kehl, Kiel, Mannheim, Munich, Münster, Nuremberg, Stuttgart |
| Australie                 | Adélaïde, Canberra, Gold Coast, Melbourne, Newcastle, Perth, Sydney |
| Autriche                  | Graz, Linz, Salzbourg |
| Bahamas                   | Nassau |
| Belgique                  | Anvers, Bruges, Bruxelles, Gand, Malines |
| Canada                    | Calgary, Montréal, Surrey, Niagara Falls, Toronto, Vancouver |
| Danemark                  | Arhus, Copenhague, Elseneur, Odense, Roskilde |
| Espagne                   | Algésiras, Alicante, Alméria, Badajoz, Barcelone, Cáceres, Cadix, Cordoue, Huelva, Gijón, Jerez de la Frontera, La Corogne, León, Lugo, Madrid, Murcie, Pampelune, Saint-Sébastien, Salamanque, Séville, Valence |
| Finlande                  | Helsinki |
| France                    | Ajaccio, Amiens, Angers, Annecy, Arcachon, Avignon (et Châteauneuf-du-Pape), Bastia, Besançon, Béziers, Biarritz (et Bayonne), Bordeaux, Bonifacio, Calvi, Carcassonne, Corte, Clermont-Ferrand, Dijon, La Rochelle, Le Mans, Lens, Lille, Limoges, Lyon, Marseille (et Aix-en-Provence), Millau, Montpellier, Nantes, Nice (et Antibes, Cannes, Grasse, Menton), Nîmes, Paris, Perpignan, Porto-Vecchio, Propriano, Reims, Rennes, Saint-Étienne, Saint-Tropez, Strasbourg, Toulouse |
| Gibraltar                 | Territoire en entier |
| Hongrie                   | Budapest |
| Îles Vierges américaines  | Territoire en entier |
| Îles Vierges britanniques | Territoire en entier |
| Irlande                   | Cork, Dublin |
| Italie                    | Ancône, Bari, Bobbio, Catane, Cittadella, Florence, Gênes, Messine, Milan, Naples, Padoue, Parme, Pavie, Pérouse, Reggio de Calabre, Rome, San Remo, Syracuse, Taormine, Trévise, Turin, Venise |
| Japon                     | Aomori, Hiroshima, Kurashiki, Kyoto, Nagasaki, Nagoya, Niigata, Okayama, Osaka, Tokyo, Sapporo, Sendai, Shizuoka |
| Mexique                   | Cabo San Lucas, Culiacán, Ensenada, Guadalajara, Guaymas, Loreto, Mazatlán, Mexicali, Puebla, Puerto Vallarta, Tijuana, Tulum |
| Monaco                    | Territoire en entier |
| Nouvelle-Zélande          | Auckland, Christchurch, Dunedin, Nelson, Wellington |
| Pays-Bas                  | Dordrecht, Eindhoven, Rotterdam, Utrecht |
| Porto Rico                | Aguadilla, Arecibo, Mayagüez, Ponce, San Juan |
| Portugal                  | Braga, Coimbra, Porto |
| République tchèque        | Brno, Prague |
| Royaume-Uni               | Belfast, Birmingham, Blackpool, Édimbourg, Glasgow, Kingston-upon-Hull, Leeds, Liverpool, Londres, Manchester, Middlesbrough, Newcastle-upon-Tyne, Nottingham, Preston, Stoke-on-Trent, Sunderland, Wolverhampton |
| Suède                     | Gothenburg, Helsingborg, Linköping, Malmö, Stockholm, Visby |
| Suisse                    | Bâle, Berne |
| Taïwan                    | Taichung |
| Vatican                   | Territoire en entier |

| Pays       | État             | Villes |
| ---------- | ---------------- | --- |
| États-Unis | Alabama          | Mobile |
| États-Unis | Arizona          | Phoenix, Tucson                                                                                              |
| États-Unis | Californie       | Bakersfield, Fresno, Los Angeles, Modesto, Oakland, Sacramento, San Diego, San Francisco, San José, Stockton |
| États-Unis | Colorado         | Denver |
| États-Unis | Caroline du Nord | Raleigh |
| États-Unis | Dakota du Sud    | Rapid City                                                                                                   |
| États-Unis | Floride          | Miami, Pensacola                                                                                             |
| États-Unis | Géorgie          | Atlanta |
| États-Unis | Hawaï            | Honolulu, Kailua-Kona                                                                                        |
| États-Unis | Idaho            | Boise |
| États-Unis | Illinois         | Chicago |
| États-Unis | Indiana          | Indianapolis, South Bend                                                                                     |
| États-Unis | Kansas           | Wichita |
| États-Unis | Kentucky         | Louisville                                                                                                   |
| États-Unis | Louisiane        | Bâton-Rouge, La Nouvelle-Orléans                                                                             |
| États-Unis | Maine            | Portland |
| États-Unis | Maryland         | Baltimore |
| États-Unis | Massachusetts    | Boston, Salem, Springfield                                                                                   |
| États-Unis | Michigan         | Détroit |
| États-Unis | Minnesota        | Minneapolis, Saint Paul                                                                                      |
| États-Unis | Missouri         | Springfield, Saint Louis                                                                                     |
| États-Unis | Nevada           | Las Vegas |
| États-Unis | New York         | Albany, Buffalo, New York, Niagara Falls, Schenectady                                                        |
| États-Unis | Ohio             | Akron, Cleveland, Columbus                                                                                   |
| États-Unis | Oklahoma         | Oklahoma City, Tulsa                                                                                         |
| États-Unis | Oregon           | Portland, Salem                                                                                              |
| États-Unis | Pennsylvanie     | Philadelphie, Pittsburgh                                                                                     |
| États-Unis | Rhode Island     | Providence                                                                                                   |
| États-Unis | Tennessee        | Memphis, Nashville                                                                                           |
| États-Unis | Texas            | Amarillo, Arlington, Austin, Dallas, Fort Worth, Houston, San Antonio                                        |
| États-Unis | Washington       | Seattle, Tacoma                                                                                              |
| États-Unis | Wisconsin        | Green Bay, Milwaukee                                                                                         |
| États-Unis | Wyoming          | Cheyenne |

Flyover est également disponible dans certaines zones non-peuplées et autres monuments :
| Monument                           | Pays        | Région              |
| ---------------------------------- | ----------- | ------------------- |
| Barrage Hoover                     | États-Unis  | Arizona/ Nevada     |
| Château de Chambord                | France      | Centre-Val de Loire |
| Château de Chenonceau              | France      | Centre-Val de Loire |
| Château de Neuschwanstein          | Allemagne   | Bavière             |
| Chichén Itzá                       | Mexique     | Yucatán             |
| Devils Tower                       | États-Unis  | Wyoming             |
| Falaises de Moher                  | Irlande     | Munster             |
| Gorges du Verdon                   | France      | Rhône-Alpes         |
| Grand Canyon (en partie)           | États-Unis  | Arizona             |
| Meteor Crater                      | États-Unis  | Arizona             |
| Mont Rushmore                      | États-Unis  | Dakota du Sud       |
| Mont Saint-Michel                  | France      | Normandie           |
| Omaha Beach                        | France      | Normandie           |
| Paestum                            | Italie      | Campanie            |
| Parc national des Arches           | États-Unis  | Utah                |
| Parc national de Yosemite          | États-Unis  | Californie          |
| Parc national de Zion              | États-Unis  | Utah                |
| Parc national volcanique de Lassen | États-Unis  | Californie          |
| Pont du Gard                       | France      | Occitanie           |
| Royal Gorge Bridge                 | États-Unis  | Colorado            |
| Stonehenge                         | Royaume-Uni | Wiltshire           |
| Teotihuacan                        | Mexique     | État de Mexico      |
| Viaduc de Millau                   | France      | Occitanie           |

### Look Around
Apple Look Around permet aux utilisateurs de naviguer dans des panoramas à 360°, la fonctionnalité a été dévoilée avec iOS 13 en juin 2019. Des véhicules ont déjà récupéré des données dans plusieurs pays dont les États-Unis, le Canada, l'Australie, le Royaume-Uni, la France ou encore l'Allemagne. Des données ont également été récupérées par des piétons au Royaume-Uni, en France et dans d'autres pays.